# San Gregorio, Tabasco
San Gregorio är en ort i Mexiko.   Den ligger i kommunen Jalpa de Méndez och delstaten Tabasco, i den sydöstra delen av landet, 700 km öster om huvudstaden Mexico City. San Gregorio ligger 9 meter över havet och antalet invånare är 243.
Terrängen runt San Gregorio är mycket platt. Runt San Gregorio är det ganska tätbefolkat, med 172 invånare per kvadratkilometer. Närmaste större samhälle är Comalcalco, 16,6 km väster om San Gregorio. Trakten runt San Gregorio består till största delen av jordbruksmark.